# Själevadsfjärden
Själevadsfjärden är en sjö i Örnsköldsviks kommun i Ångermanland som ingår i Moälvens huvudavrinningsområde. Sjön är 18,5 meter djup, har en yta på 5,25 kvadratkilometer och befinner sig 0 meter över havet. Själevadsfjärden ligger i Moälven Natura 2000-område. Sjön avvattnas av vattendraget Moälven (Åselån).
Sjön är, näst efter Anundsjösjön, den största sjö som avvattnas av Moälven. Sjön är cirka fem kilometer lång och 1,3 kilometer bred. Tillflöde är Billstasundet som skiljer sjön från Happstafjärden. Avflöde är Själevadssundet som skiljer sjön från Veckefjärden. Vid Själevadssundet ligger Själevads kyrka och två broar, varav den ena är överfart för E4. I Själevadsfjärden ligger de tre Bockholmarna, varav den största vintertid är rastplats för en snöskoterled. Själevadsfjärden är en näringsrik sjö med vassrika stränder. Fiskbeståndet är rikt på bl.a. mört, abborre, gädda och gös. Billabäcken mynnar ut i sjön vid Överbilla.

## Delavrinningsområde
Själevadsfjärden ingår i delavrinningsområde (702464-163816) som SMHI kallar för Utloppet av Själevadfjärden. Medelhöjden är 50 meter över havet och ytan är 21,99 kvadratkilometer. Räknas de 264 avrinningsområdena uppströms in blir den ackumulerade arean 2 283,82 kvadratkilometer. Avrinningsområdets utflöde Moälven mynnar i havet. Avrinningsområdet består mestadels av skog (37 procent) och jordbruk (11 procent). Avrinningsområdet har 5,3 kvadratkilometer vattenytor vilket ger det en sjöprocent på 24,1 procent. Bebyggelsen i området täcker en yta av 3,63 kvadratkilometer eller 16 procent av avrinningsområdet.

## Galleri

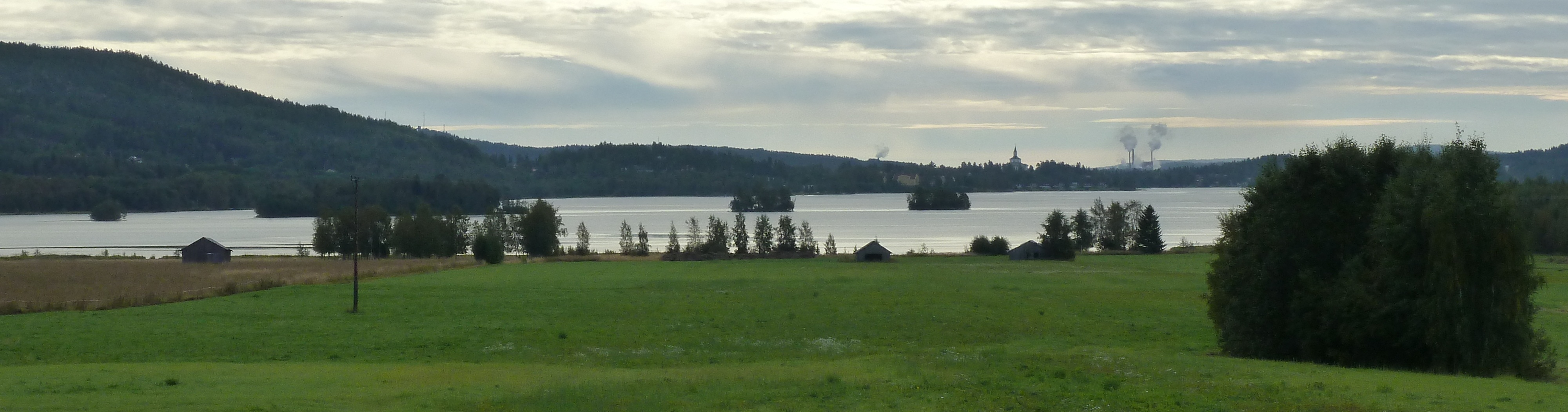
Panorama över sjön.
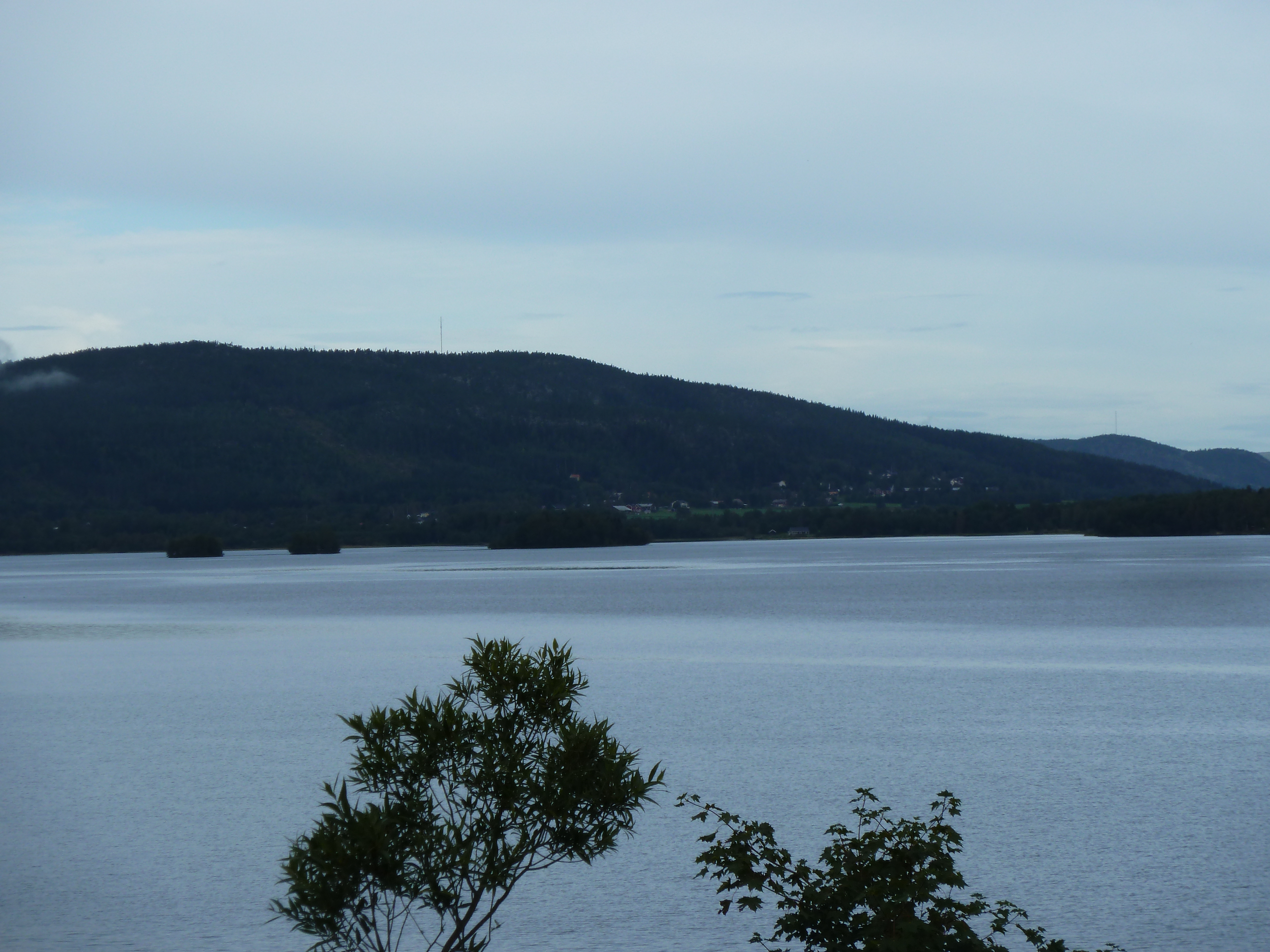
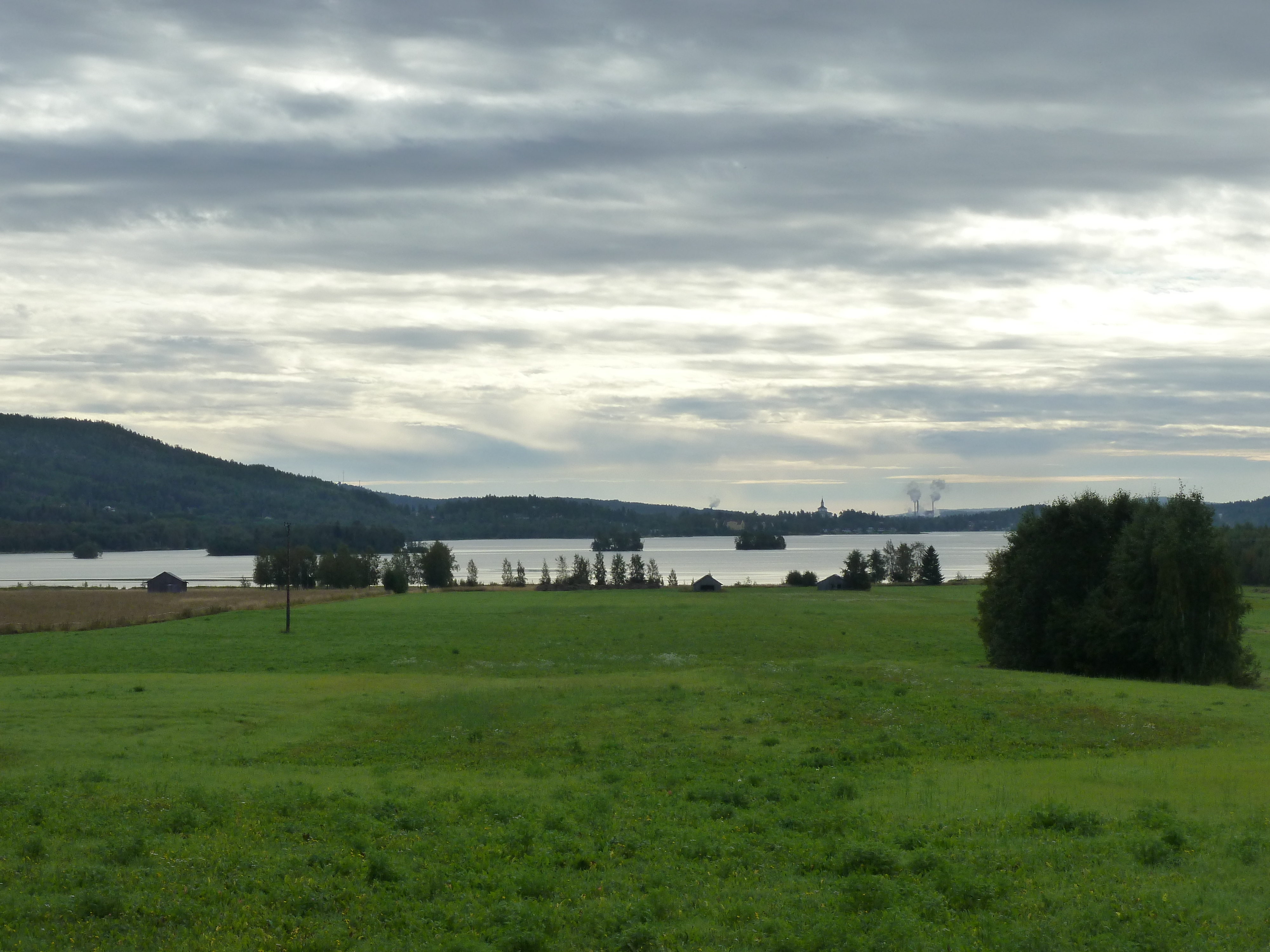
Själevadsfjärden med Örnsköldsvik bortanför sjön.